# 酢醬草組織
酢醬草組織（英語：shamrock organization），是爱尔兰管理学家韓第提出的組織結構。韓第认为企業組織人力，如酢醬草一般，由核心人力（英語：Profession Core）、契約人力（英語：Contractor）與臨時人員（英語：Contingent work force）等三個部分組成。